# Добрич
До́брич (болг. Добрич) — город в Болгарии, административный центр Добричской области. Это девятый по величине город в стране. По данным Национального Статистического Института, на 31.12.2019 г. население Добрича составляло 82240 жителей.

## Название
Исторические названия: турецкое — Hacıoğlu Pazarcık (Хаджиоглу-Пазарджик), румынское — Bazargic (Базаржик или Базарджик), с 1949 года по 19 сентября 1990 года — Толбухин.

## История
Город возник в эпоху Первого Болгарского царства и в XI в. был уничтожен печенегами.
В XVI веке на месте античного поселения возникло селение Курускеля («сухая пристань»), в дальнейшем превратившееся в город Хаджиоглу-Пазарджик.
В XVII—XIX вв. город постепенно развивался как ремесленный центр по выделке кож и торговый центр (основную часть товаров в это время составляли ткани, домотканая одежда, шерсть, пшеница, льняное семя, сыры и кованые изделия из меди).
В ходе русско-турецких войн XVIII—XIX веков, несколько раз занимался русскими войсками: в 1774 году войсками генерала Каменского, в 1810 году город был взят штурмом генералом Каменским 2-м (сыном предыдущего), в 1828 году занят войсками генерала Ридигера, в 1878 году город был окончательно освобождён от турецких войск генералом Циммерманом. В 1883 году город был назван в честь воеводы Добрича.
После окончания Второй Балканской войны в соответствии с подписанным 10 августа 1913 года Бухарестским мирным договором южная Добруджа (в том числе, город Добрич) была включена в состав Румынии.
В августе 1916 года Румыния вступила в Первую мировую войну, после чего болгарские войска перешли в наступление в южной Добрудже и 5─7 сентября 1916 года выбили румынские и русские войска из города. Это сражение получило название «Добричская эпопея» , в нем принимали участие не только болгарские и румынские, но и русские, а также сербские войска. Все стороны понесли тяжёлые потери, погибшие солдаты были похоронены на военном кладбище в Добриче. Однако 29 сентября 1918 года правительство Болгарии подписало перемирие со странами Антанты, после чего начало отвод войск. В соответствии с Нёйиским договором Добрич остался в составе Румынии.
В 1928 году был построен драматический театр.
7 сентября 1940 года в соответствии с Крайовским соглашением Румыния возвратила южную Добруджу Болгарии. Болгарские войска вошли в город 25 сентября. Эта дата стала днём города Добрич.
В 1943—1944 годах здесь был построен топливный склад.
1 сентября 1944 года начальник гарнизона Добрича полковник Пешев издал приказ № 51, которым запретил населению выходить на улицы и встречать советские войска и устраивать манифестации и скопления людей на улицах, однако 8 сентября 1944 года жители встретили части РККА цветами.
В 1949 году, в период коммунистического правления, Добрич был переименован в Толбухин (Толбухин) в честь Маршала Советского Союза Фёдора Толбухина.
В 1953 году в городе был открыт революционно-исторический музей, в 1963 — кукольный театр «Дора Габе», в 1967 году — художественная галерея.
В апреле 1970 года было утверждено решение о создании на территории Добруджи восьми агропромышленных комплексов, после чего город стал центром аграрно-промышленного комплекса «Добруджа».
В 1973 году здесь были построены автовокзал и поликлиника.
В 1970—1980-е годы город был известен как транспортный узел, торговый центр и промышленный центр (здесь действовали предприятия машиностроения, кожевенно-обувной, текстильной и пищевой промышленности). Здесь действовали маслобойный завод, молокозавод и несколько крупных обувных предприятий (город был одним из главных центров производства детской обуви в стране, часть продукции экспортировалась); в соответствии с производственной кооперацией стран СЭВ развивалось машиностроение (здесь началось производство аккумуляторов для автомобилей «Жигули», сельхозмашин, трансформаторов, котлов и др.).
В 1980 году в городе был открыт мемориальный дом Йордана Йовкова (архитектор А. Стоянов).
19 сентября 1990 года указом президента городу было возвращено старое название Добрич. 
В 2003 году здесь был открыт новый зоопарк, отвечающий современным требованиям.
По состоянию на начало 2007 года город являлся торгово-промышленным центром, здесь действовали предприятия машиностроения, лёгкой (швейной и обувной) и пищевой промышленности (мукомольные, молочные, маслодельные и винодельные производства).

## Население
| Год  | Население |
| ---- | --------- |
| 1893 | 11 тыс.   |
| 1974 | 80 тыс.   |
| 1987 | 110 тыс.  |
| 1992 | 104 494   |
| 2000 | 100 136   |
| 2007 | 92,5 тыс. |
| 2012 | 90,4 тыс. |

## Администрация общины
Кмет (мэр) общины Добрич — Йордан Йорданов, партия «България на гражданите».

## Памятники и достопримечательности
Памятниками архитектуры являются церковь Св. Георгия (1843 г.) и церковь Св. Троицы (1911 г.), а также несколько домов-памятников старой постройки. В центральной части города располагается музей под открытым небом — этнографический комплекс «Старый Добрич». Это старинная улица, восстановленная в 70-х годах XX века, с сувенирными магазинами, где продаются традиционные ремесленные изделия, изготовленные по старинным технологиям. На территории комплекса находится также Археологический музей, в котором в числе прочего представлено самое старое обработанное золото в мире, найденное в 1979 г. на западном берегу озера Дуранкулак.

## Города-побратимы
- Саратов (Россия)
- Нижний Новгород (Россия)
- Тамбов (Россия)
- Пинск (Белоруссия)
- Голмуд (Китай)
- Новы-Сонч (Польша)
- Залаэгерсег (Венгрия)
- Кыркларели (Турция)
- Кавадарци (Республика Македония)
- Шаффхаузен (Швейцария)
- Кропивницкий (Украина)
- Измаил (Украина)

## Известные уроженцы и жители
- Адриана Будевская (1878—1955) — болгарская актриса, народная артистка НРБ.
- Дора Габе (1886—1983) — болгарская поэтесса, прозаик, эссеист, переводчица, критик, театровед. Председатель болгарского ПЕН-клуба. Организатор массовых литературных изданий для детей. «Почётный гражданин города».
- Димитр Списаревский — болгарский лётчик-истребитель, герой Второй мировой войны.
- Борис Николов (1929─2017) — болгарский боксёр,  бронзовый призёр Олимпийских игр в Хельсинки.
- Преслава (р.1984) — болгарская певица в стиле поп-фолк.
- Галин (певец) (р.1991) — болгарский певец в стиле поп-фолк и рэпер
- Мирослав Костадинов (род. 1976)— болгарский поп-певец и представитель Болгарии на Евровидении 2010
- Димана (род. 1984) — болгарская певица в стиле поп-фолк